# Apple S2

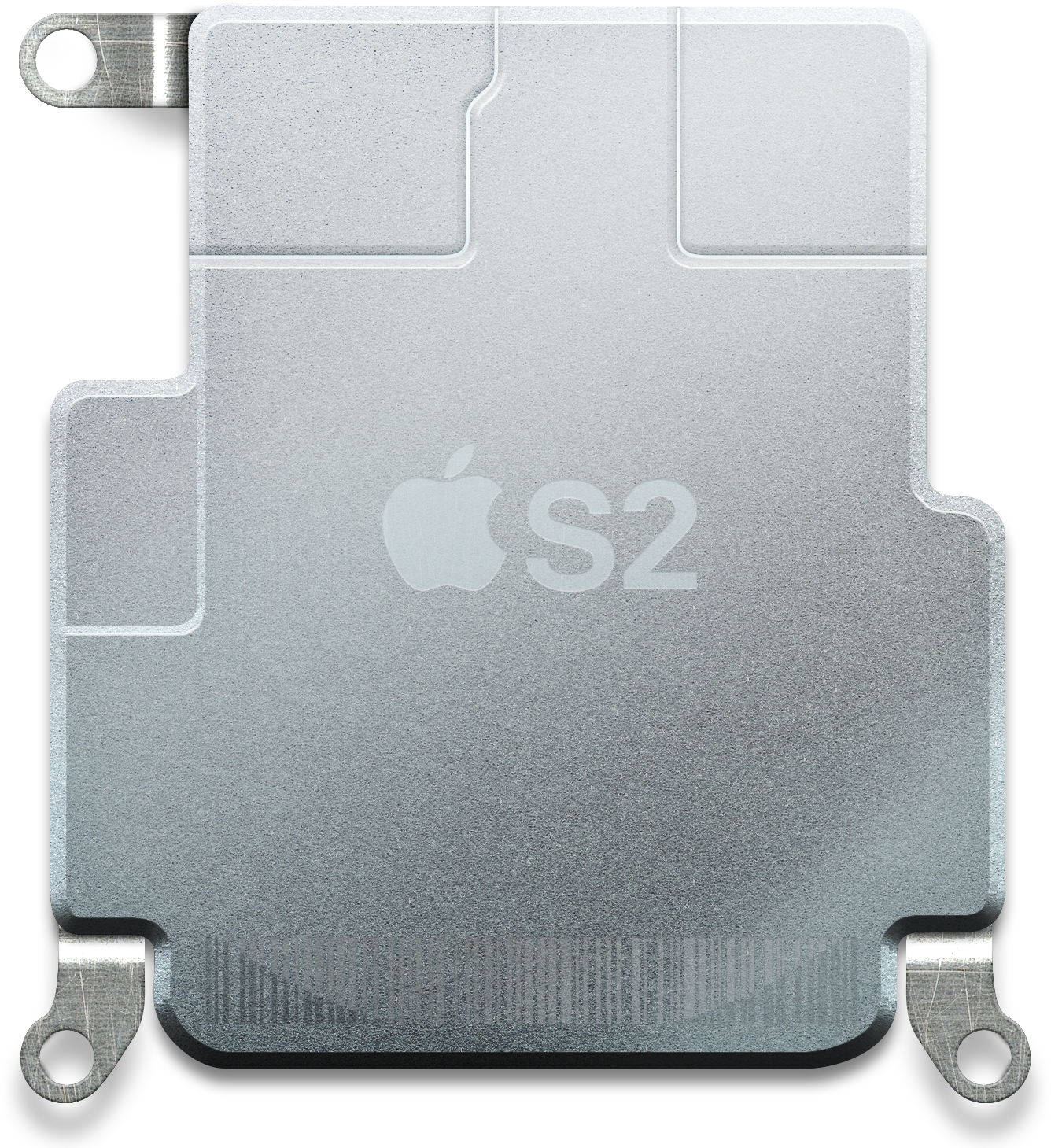
Ummantelter S2-Chip

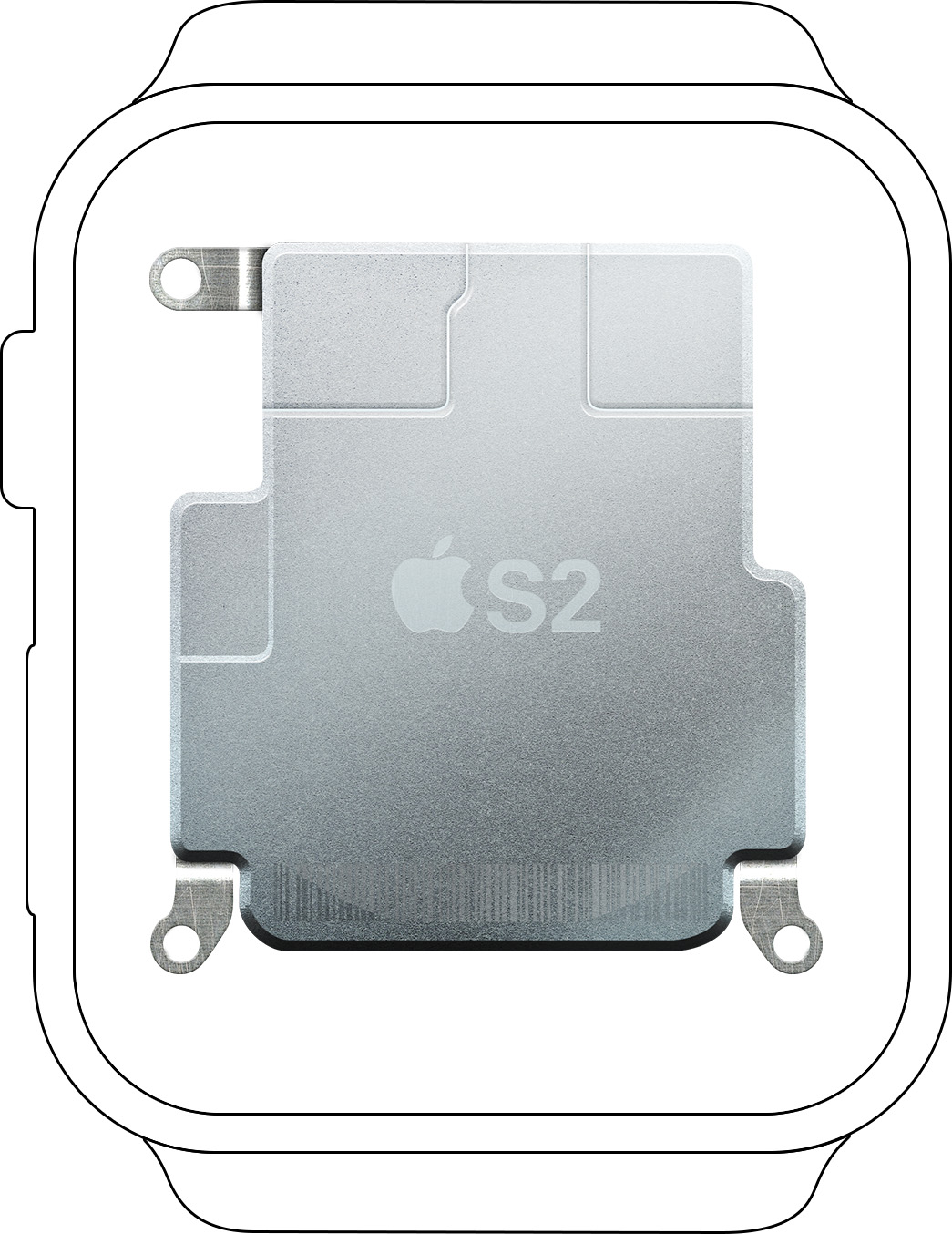
Der S2-Chip verglichen mit der Hülle der Apple Watch Series 2

Der Apple S2 ist ein SiP des US-amerikanischen Computerunternehmens Apple. Es wurde mit sehr wenigen Informationen über die Spezifikationen am 7. September 2016 veröffentlicht. Laut Apple liefern die zwei Kerne eine bis zu 50 % höhere Leistung und die GPU liefert bis zu 2-mal höhere Grafikleistung als der Vorgänger Apple S1. Nachfolger ist der Apple S3.

## System-in-Package Design
Es verwendet einen angepassten Anwendungsprozessor, der zusammen mit Sensoren, RAM, Flash-Speicher, Unterstützungsprozessoren für drahtlose Verbindungen, GPS und I/O den Computer in einem einzigen Chip bildet. Für die Haltbarkeit ist dieser Chip mit Harz gefüllt.

### Komponenten
Der Chip integriert eigenständige Komponenten, wie Wi-Fi, Bluetooth, GPS, NFC, Touch-Steuerung, Accelerometer und RAM in einem einzigen Chip.